# اوریادی
اوریادی (انگلیسی: Uryady) یک شهرک در شهرستان میشکینسکی استان باشقیرستان کشور روسیه است.